# Parafia św. Tomasza Apostoła w Majdanie Sopockim
Parafia pod wezwaniem świętego Tomasza Apostoła w Majdanie Sopockim – parafia rzymskokatolicka należąca do diecezji zamojsko-lubaczowskiej, dekanat Józefów.
Została erygowana 31 maja 1919 roku przez bpa Mariana Leona Fulmana. W latach 1919–1992 Parafia należała do diecezji lubelskiej.
Do parafii należą wierni z następujących miejscowości: Ciotusza Nowa, Ciotusza Stara, Czarny Las, Majdan Sopocki Pierwszy, Majdan Sopocki Drugi, Nowiny, Oseredek
Kościół parafialny pod wezwaniem św. Tomasza Apostoła został wybudowany w 1835 roku. Do parafii należą kościoły filialne w Ciotuszy pw. MB Częstochowskiej i Oseredku pw. św. Maksymiliana Kolbe.